# Plaza de La Glorieta

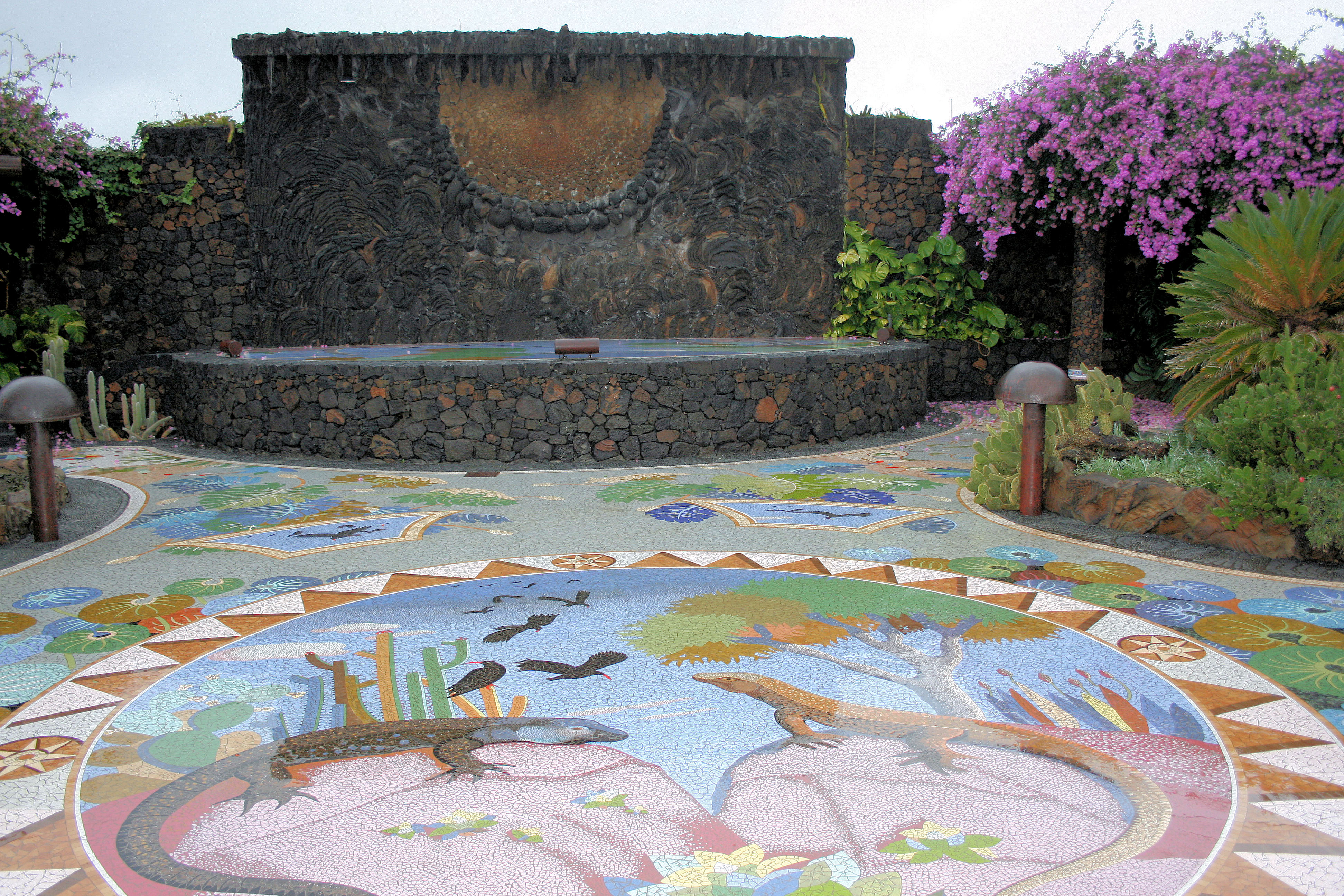
Die Plaza de La Glorieta; das Mosaik zeigt vorne zwei Westkanareneidechsen

Pergola mit Monsterablättern

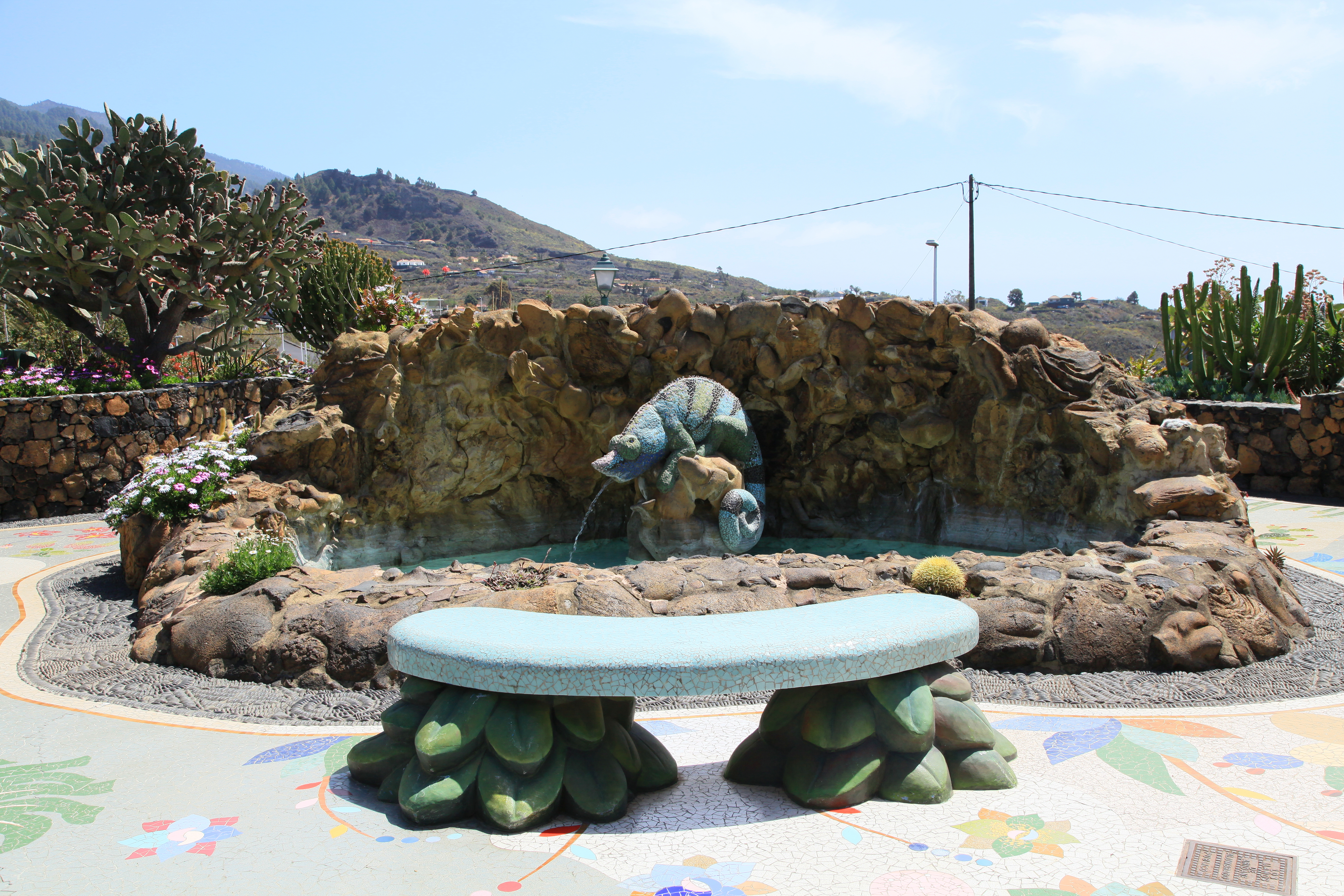
Brunnen mit Chamäleon

Die Plaza de La Glorieta (offiziell: Mirador de la Glorieta) ist ein mit Mosaiken, Skulpturen, Pergolen und Bänken gestalteter Platz im Barrio Las Manchas  der Gemeinde Los Llanos de Aridane auf La Palma.

## Entstehung
Der Platz wurde von dem palmerischen Architekten und Künstler Luis Morera in den 1990er Jahren entworfen. Ursprünglich sollte ein Platz in der Stadt umgestaltet werden; die Kommunalverwaltung bot dann aber nur die abgelegene Plaza de Los Cuatro Caminos in Las Manchas an. Morera brauchte trotz reger Mithilfe der Nachbarschaft von 1993 bis 1996, um das Gesamtbauwerk auf einer Fläche von 300 Quadratmetern zu erstellen.

## Beschreibung
Der Boden des Platzes ist teilweise mit einem aufwändigen Muster aus schwarzen, vom Meer abgerundeten Lavasteinen gepflastert. Dazwischen finden sich Kachelmosaike auf dem Boden und auf den Sitzbänken, die typische Wild-, Zier- und Nutzpflanzen der Kanarischen Inseln zeigen, aber auch Alpenkrähen und zwei Kanareneidechsen. Auch die Skulpturen des Platzes bilden großteils einheimische Fauna und Flora nach. Auf einem mittleren, von Lavasteinen begrenzten Beet sind neben diversen Sukkulenten auch die beiden für die Insel typischen Natternkopf-Arten und weitere Endemiten gepflanzt. Die Blumenplastiken sind Pflanzgefäße für die jeweils dargestellte Art. Auch wird eine Sitzbank unter einer Pergola von echten Monstera-Pflanzen umwachsen; deren Blätter gehen dann immer mehr in künstliche, aus Beton gegossene und grün angemalte Monstera-Blätter über; Kunst und Natur ergänzen sich hier.

## Sonstiges
In der Nähe der Plaza de La Glorieta liegt das Weinbaumuseum Casa Museo del Vino.